# Nessuno (film)
Nessuno è un film del 1992 diretto da Francesco Calogero.

## Trama
Nico Storchi, un ragazzo con serie conflittualità familiari, vive in collegio, estromettendosi spesso dalla vita sociale e dalle attività didattiche. La vita non facile di Nico è dettata dal fatto che non riesce a elaborare e spiegare in pubblico la situazione sentimentale della madre che vive da anni con un uomo che non è suo padre, ma bensì il suo professore.
Messo sempre più con le spalle al muro ed emarginato per la sua reticenza, Nico si chiude ben presto in un mutismo che comincia a percepire come un'ancora di salvezza agli attacchi verbali esterni; quando avrà l'occasione di conoscere Nora, una ragazza che ha un'attrazione per lui, la respingerà scioccamente per paura di tornare in un mondo che lui ritiene non gli appartenga, divenendo così un "nessuno" in attesa che lo colga presto la morte.